# 薛妞妞
薛妞妞 （英語：Kerina，1985年7月24日—），台灣女性模特兒、個人時尚品牌「ANIREK」創辦人。Yahoo奇摩「奇摩13姬」一員。2007年開始活躍於各大網路拍賣賣場，擔任網拍模特兒。2011年當選無名小站「無名十大正妹」第一名，2011年底結婚。老公是中興電少主江馥年

## 外部連結
- 薛妞妞的Facebook專頁
- 薛妞妞的Instagram帳戶
- 薛妞妞的痞客邦部落格 （页面存档备份，存于）
- 薛妞妞的微博 （页面存档备份，存于）
- ANIREK官方網站 （页面存档备份，存于）